# 塔夫尚勒
塔夫尚勒是土耳其的城鎮，由屈塔希亞省負責管轄，位於該國西部，面積1,908平方公里，海拔高度860米，該地區自新石器時代有人類居住，2011年人口65,784。

## 外部連結
- District governor's official website （页面存档备份，存于） （土耳其文）
- Pictures from private source of the city （页面存档备份，存于）

39°32′N 29°29′E / 39.533°N 29.483°E